# Ulrich Lechte

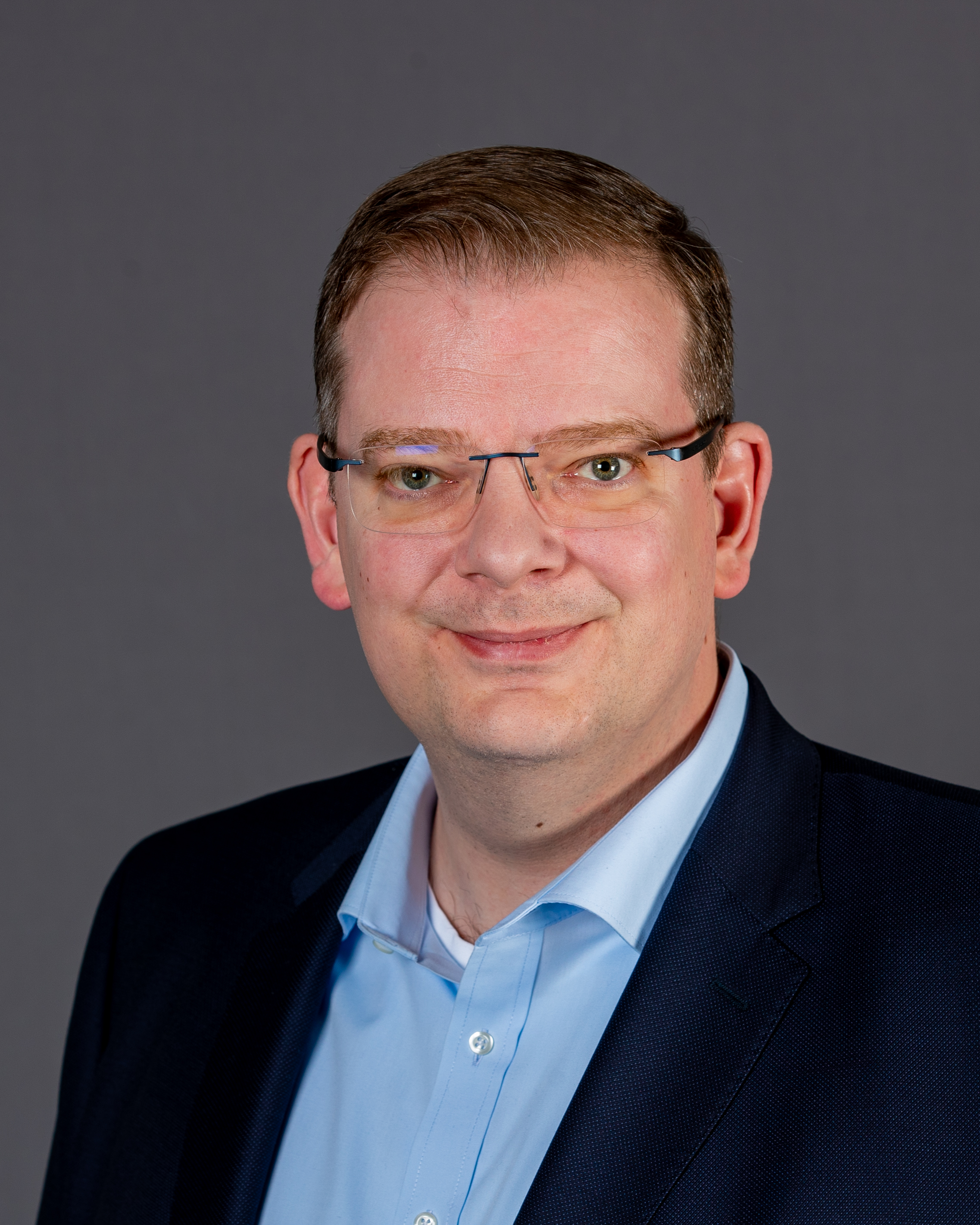
Ulrich Lechte (2020)

Ulrich Lechte (* 26. August 1977 in Sinsheim) ist ein deutscher Politiker der FDP und Betriebswirt. Er war von 2017 bis 2025 Mitglied des Deutschen Bundestages.

## Leben und Beruf
Ulrich Lechte ist in Sinsheim geboren, in Neckarbischofsheim aufgewachsen und besuchte ab 1988 das Collegium Augustinianum Gaesdonck, Bischöfliches Gymnasium mit Internat in Goch, an dem er 1996 das Abitur absolvierte. Anschließend nahm er ein Studium der Politikwissenschaft an der Universität Regensburg auf. Lechte ist Betriebswirt (VWA). Er war vier Jahre Mitarbeiter im Vertrieb, bis er 2001 Vertriebsleiter und Lektor der Regensburger Stadtzeitung wurde. Von 2006 bis 2013 leitete er das Wahlkreisbüro des Bundestagsabgeordneten Horst Meierhofer. Mit dem Ausscheiden der FDP aus dem Bundestag 2013 wechselte Ulrich Lechte Anfang 2014 als Assistent der Geschäftsführung und Leiter des Controllings zu einem Unternehmen im Bereich erneuerbare Energien, bei welchem er bis 2015 tätig war. Seit 2016 arbeitet er als Berater für eine Düsseldorfer Kanzlei.
Er ist Mitglied in verschiedenen Vereinen und Förderkreisen in Regensburg, unter anderem dem SSV Jahn Regensburg und dem Skatclub Regensburg. Von 2000 bis 2001 war er stellvertretender Vorsitzender des Studentischen Konvents der Universität Regensburg. Er ist Plenumsmitglied des Sudetendeutschen Rates, Mitglied des Förderkreises Deutsches Heer und der Deutschen Afrika Stiftung sowie als Beisitzer im Vorstand der Deutschen Atlantischen Gesellschaft (DAG).

## Politik
Ulrich Lechte trat 1998 den Jungen Liberalen (JuLis), der Liberalen Hochschulgruppe (LHG) und der Freien Demokratischen Partei (FDP) bei. Im Jahr 2000 wurde er zum Landesvorsitzenden der Jungen Liberalen Bayern gewählt, denen er bis 2004 vorstand. Zum stellvertretenden Kreisvorsitzenden der FDP Regensburg-Stadt wurde er 2002 gewählt und verblieb in dieser Position bis 2013, als er zum Vorsitzenden des Kreisverbandes Regensburg-Stadt gewählt wurde. Ulrich Lechte ist Gründungsmitglied der LiSL 2010. 2016 wurde Ulrich Lechte Ehrenmitglied der JuLis Regensburg 2016. Seit 2005 war er Bezirksschriftführer für die FDP in der Oberpfalz. 2018 wurde Ulrich Lechte zum Bezirksvorsitzenden der FDP Oberpfalz. Ulrich Lechte war von 2015 bis 2019 Schatzmeister der FDP Bayern. Beim Landesparteitag der FDP Bayern im November 2019 wurde er zum stellvertretenden Landesvorsitzenden gewählt, 2021 wiedergewählt und im November 2023 bestätigt. Ulrich Lechte ist Gründungsmitglied der Liberalen Schwulen und Lesben Bayern (LiSL) und war von 2020 bis Ende 2022 im Vorstand tätig.
Zur Bundestagswahl am 24. September 2017 zog Ulrich Lechte über die Landesliste der FDP Bayern in den 19. Deutschen Bundestag ein. Bei der Bundestagswahl 2021 wurde Lechte erneut in den Bundestag gewählt. Er zog über die Landesliste der FDP Bayern in den 20. Bundestag ein.
Er ist Mitglied im Auswärtigen Ausschuss des Deutschen Bundestages, in dem er als Obmann der FDP-Bundestagsfraktion fungiert. Im Februar 2022 wurde Ulrich Lechte zum Sprecher für Außenpolitik der FDP-Bundestagsfraktion gewählt. Ulrich Lechte ist außerdem seit 2019 Schriftführer im Deutschen Bundestag und Delegationsmitglied der Interparlamentarischen Union (IPU) des Deutschen Bundestages. Er gehört zudem dem Unterausschuss Vereinte Nationen, internationale Organisationen und zivile Krisenprävention sowie dem Ausschuss für Menschenrechte und humanitäre Hilfe als stellvertretendes Mitglied an. Bei der IPU-Versammlung in Doha im April 2019 wurde er von der geopolitischen Gruppe der 12+ in den Vorstand der Jungen Parlamentarier gewählt. Seit April 2023 war er der hauptamtliche Vertreter der FDP-Bundestagsfraktion bei der IPU. Ulrich Lechte ist darüber hinaus stellvertretender Vorsitzender der Deutsch-Ägyptischen Parlamentariergruppe sowie Mitglied der Parlamentariergruppe Parlamentarischer Freundeskreis Berlin-Taipeh und der Deutsch-Türkischen Parlamentariergruppe des Deutschen Bundestages.
Zur vorgezogenen Neuwahl des Bundestages trat Lechte auf dem Listenplatz 11 der FDP-Bayern an.

## Politische Positionen
Seit seinem Einzug in den Deutschen Bundestag im Jahr 2017 setzt sich Lechte für ein starkes deutsche humanitäres Engagement ein, insbesondere mit der Bereitstellung von flexiblen Mitteln und höheren Grundbeiträgen für internationale Organisationen. Die von der Bundesregierung geplante Kürzung der Grundbeiträge um 42 Prozent für das Welternährungsprogramm (WEP) und Friedensnobelpreisgewinner von 2020 kritisierte Ulrich Lechte scharf.
Ulrich Lechte unterstützt die Ziele für die Erreichung des 30-%-Ziels des Grand Bargains zur Flexibilisierung der finanziellen Mittel für die humanitäre Hilfe, um die vom humanitären Gipfel in Istanbul 2016 anvisierten Ziele zu erreichen. Mit mehreren Haushaltsänderungsanträgen von 2018, 2019, 2020 und 2021 forderte Ulrich Lechte die Umschichtung von nichtflexiblen auf flexible Mittel. Für die Anträge fand sich keine Mehrheit im Deutschen Bundestag.
Besonders wichtig ist Lechte der Erhalt der multilateralen Ordnung, und er fordert neben der Flexibilisierung von finanziellen Mitteln für Hilfsorganisationen auch ein stärkeres Engagement Deutschlands in Friedensmissionen der Vereinten Nationen durch eine größere Zahl ziviler und polizeilicher Kräfte.
Als Unterzeichner des Osterappells setzte Ulrich Lechte ein Zeichen für die Unterstützung der Seenotrettung im Mittelmeer. In seiner Rede vom 21. März 2019 forderte er die Wiederaufnahme der EUNAVFOR MED Operation SOPHIA im Mittelmeer.
Mit der Ausrufung Juan Guaidós als Interimspräsidenten von Venezuela am 23. Januar 2019 sprach sich Ulrich Lechte als einer der ersten deutschen Politiker für dessen Anerkennung nach den irregulären Präsidentschaftswahlen vom Vorjahr ein.
Am 10. Dezember 2021 war er das einzige Mitglied seiner Fraktion, das gegen einen Gesetzentwurf der Regierungskoalition aus SPD, FDP und Bündnis 90/Die Grünen stimmte, der eine Pflicht zur Impfung gegen das Corona-Virus für Beschäftigte aus bestimmten Arbeitsfeldern vorsah.
Während des Russischen Überfalls auf die Ukraine seit 2022 sprach sich Lechte für eine Lieferung von Taurus-Marschflugkörpern an die Ukraine aus. Zugleich kritisierte er einen diesbezüglich geplanten Taurus-Antrag der Union und warf der Oppositionsfraktion vor, „Spielchen zu treiben“.
Am 31. Januar 2025 stimmte Lechte gegen das Zustrombegrenzungsgesetz, das die CDU in den Bundestag einbrachte. Von der FDP stimmte sonst nur Anikó Glogowski-Merten gegen das Gesetz. Der Antrag scheiterte knapp.